# Exalphus spilonotus
Exalphus spilonotus es una especie de escarabajo longicornio del género Exalphus, tribu Acanthoderini, subfamilia Lamiinae. Fue descrita científicamente por Restello, Iannuzzi & Marinoni en 2001.
La especie se mantiene activa durante los meses de mayo, junio, julio, agosto, octubre, noviembre y diciembre.

## Descripción
Mide 7-11 milímetros de longitud.

## Distribución
Se distribuye por Brasil y Guayana Francesa.